# Carcinopyga lichenigera
Carcinopyga lichenigera là một loài bướm đêm thuộc phân họ Arctiinae, họ Erebidae.